# Mombaruzzo
Mombaruzzo (Mombaruss in piemontese), IPA: [mʊmbaˈɾys], localmente [mʊmbaˈris] è un comune italiano di 929 abitanti della provincia di Asti in Piemonte, il più orientale della provincia.

## Storia

### Simboli
Lo stemma del Comune di Mombaruzzo si blasona:
L'attuale stemma è stato concesso con decreto del presidente della Repubblica del 5 giugno 1951. Già nel 1337 è  documentata l'esistenza di uno stemma comunale, di cui non resta alcuna descrizione.
Il gonfalone è un drappo partito di bianco e di rosso.

## Monumenti e luoghi d'interesse
- Chiesa della Vergine Assunta
- Chiesa del Presepio
- Chiesa di Sant'Antonio Abate
- Chiesa parrocchiale di Santa Maria Maddalena
- Chiesa di San Marziano
- Oratorio dei Disciplinati
- Parrocchia di Nostra Signora Addolorata, nella frazione di Bazzana

## Società

### Evoluzione demografica
Negli ultimi cento anni, a partire dall`anno 1921, la popolazione residente è diminuita di due terzi.
Abitanti censiti

## Cultura

### Gastronomia

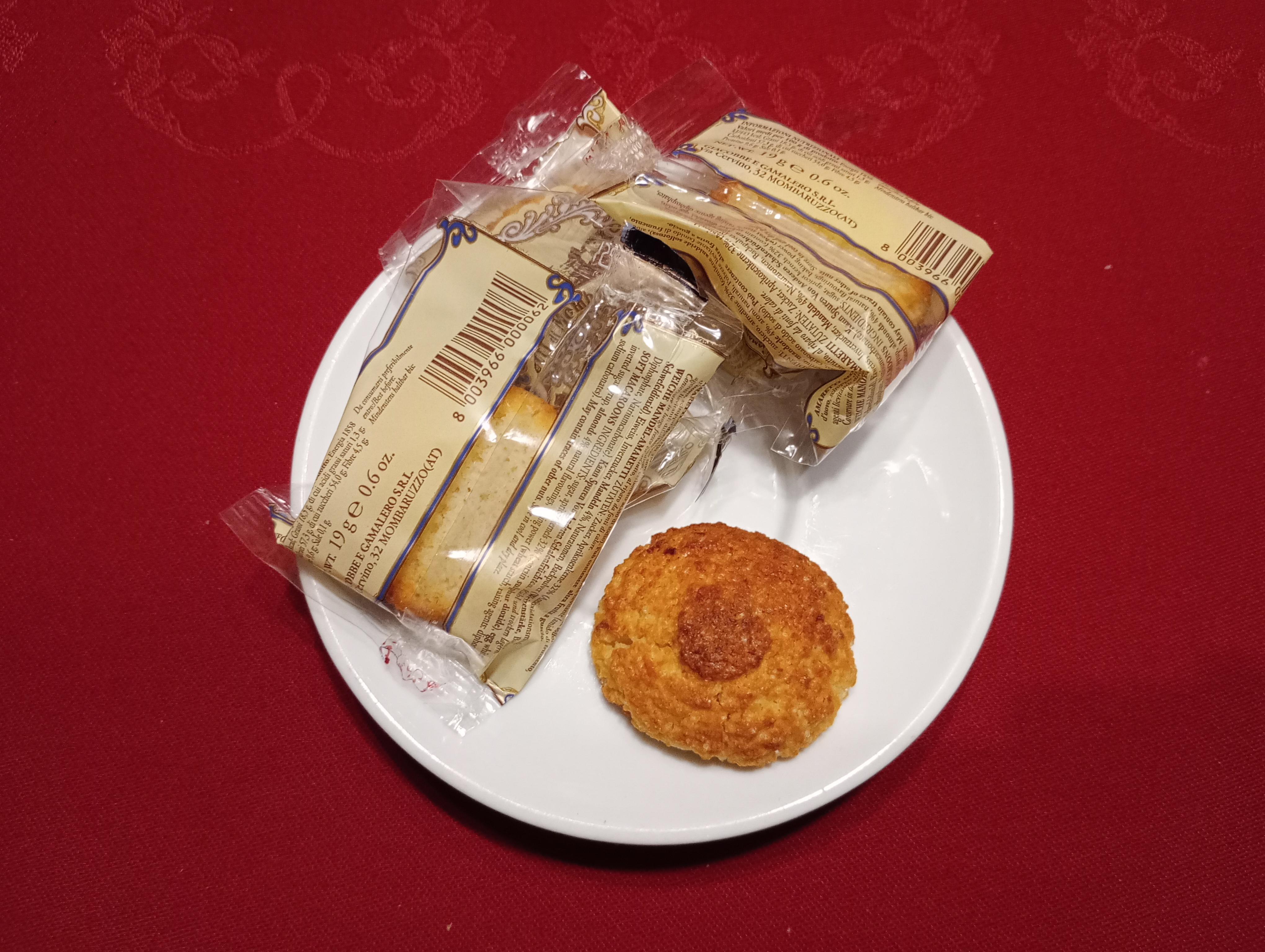
Amaretti di Mombaruzzo

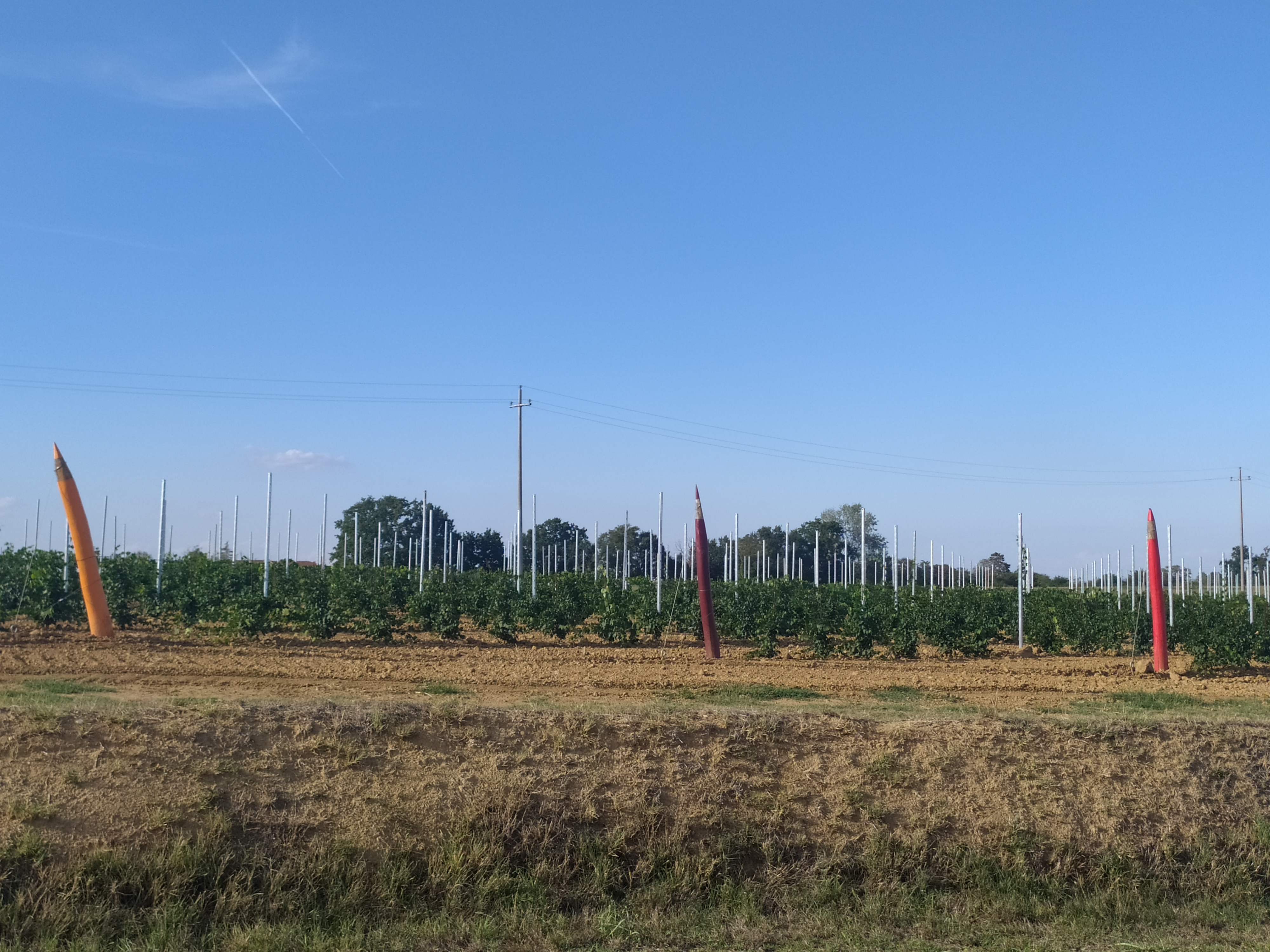
Vigneti nei dintorni di Mombaruzzo

Mombaruzzo è famosa per i suoi amaretti, nei quali, oltre agli ingredienti usuali - mandorle dolci e amare, bianco d'uovo e zucchero - vengono aggiunte le armelline, cioè i semi contenuti nel nocciolo delle albicocche, che danno agli amaretti una punta di gusto amarognolo che si mischia con quello dolce usuale.
Mombaruzzo è nota anche per la produzione viticola: molto conosciuta è la cantina sociale del paese, denominata dal 2008  "Tre Secoli s.c.a" a seguito della fusione con la cantina sociale di Ricaldone, i cui vini sono esportati in tutto il mondo.

## Infrastrutture e trasporti

### Strade
Il comune è raggiungibile tramite due diverse strade provinciali: la Strada Provinciale 456 del Turchino (ex SS456), che collega Asti ad Acqui Terme e Genova Voltri e la Strada Provinciale 28 della Valle Belbo, che collega Canelli e Nizza Monferrato ad Alessandria.

### Ferrovie
Mombaruzzo è dotata di due stazioni ferroviarie di categoria bronze, entrambe poste sulla linea ferroviaria Asti-Genova nella tratta Asti-Acqui Terme. La stazione principale, denominata semplicemente Mombaruzzo, è localizzata nella frazione Mombaruzzo Stazione, mentre la stazione di Bazzana, interessata da un minor numero di treni in fermata, è localizzata nel territorio dell'omonima frazione.

## Amministrazione
Di seguito è presentata una tabella relativa alle amministrazioni che si sono succedute in questo comune.
| Periodo        | Periodo        | Primo cittadino              | Partito                                    | Carica  | Note  |
| -------------- | -------------- | ---------------------------- | ------------------------------------------ | ------- | ----- |
| 14 giugno 1985 | 25 maggio 1990 | Giovanni Domenico Spandonaro | Democrazia Cristiana                       | Sindaco | [ 9 ] |
| 25 maggio 1990 | 24 aprile 1995 | Giovanni Domenico Spandonaro | Democrazia Cristiana                       | Sindaco | [ 9 ] |
| 24 aprile 1995 | 14 giugno 1999 | Giovanni Domenico Spandonaro | Partito Popolare Italiano                  | Sindaco | [ 9 ] |
| 14 giugno 1999 | 14 giugno 2004 | Giovanni Domenico Spandonaro | lista civica                               | Sindaco | [ 9 ] |
| 14 giugno 2004 | 8 giugno 2009  | Silvio Drago                 | lista civica                               | Sindaco | [ 9 ] |
| 8 giugno 2009  | 26 maggio 2014 | Giovanni Domenico Spandonaro | lista civica                               | Sindaco | [ 9 ] |
| 26 maggio 2014 | 26 maggio 2019 | Giovanni Domenico Spandonaro | lista civica Insieme per Mombaruzzo        | Sindaco | [ 9 ] |
| 26 maggio 2019 | 9 giugno 2024  | Giovanni Domenico Spandonaro | lista civica Insieme per Mombaruzzo        | Sindaco | [ 9 ] |
| 9 giugno 2024  | in carica      | Carla Luigina Scarrone       | lista civica Impegno Comune per Mombaruzzo | Sindaco | [ 9 ] |